# Yehoshua Hankin
Yehoshua Hankin (em hebraico: יהושע חנקין) (Kremenchuk, Império Russo, 1864 – Tel Aviv, Mandato Britânico da Palestina, 11 de novembro de 1945) foi um ativista sionista responsável pela maioria das principais compras de terras para organizações sionistas na Palestina Otomana e no Mandato da Palestina – em particular pelas Compras de Sursock.

## Biografia
Yehoshua Hankin nasceu em Kremenchuk, no Império Russo, e mudou-se para Rishon LeZion com seus pais em 1882. Em 1887, sua família mudou-se para Gedera, onde, no ano seguinte, Hankin casou-se com Olga Belkind (1852–1943). Ela era doze anos mais velha que ele, e se tornaria sua parceira em todos os seus empreendimentos. Givat Olga, um bairro de Hadera, recebeu seu nome em homenagem a ela. Eles não tiveram filhos. Hankin morreu em Tel Aviv e foi enterrado na Galileia ao lado de sua esposa, na casa ("Bet Hankin") que ele construiu em Ein Harod, no Monte Gilboa.

## Compra de terras
Enquanto viveu em Gedera, Hankin fez amizade com os árabes locais, o que o ajudou a negociar a compra de terras. A primeira compra de Hankin foi a terra de Rehovot, adquirida em 1890. Um ano depois, usando fundos fornecidos pelas associações Hovevei Zion de Vilnius e Kaunasa, ele comprou a terra que se tornaria o assentamento e a cidade de Hadera. De acordo com Roy Marom, esta "compra foi a maior operação de aquisição de terras para assentamento judaico até então". Hankin logo se estabeleceu em uma das propriedades satélites de Hadera. Ele então comprou territórios na Galileia para a Associação de Colonização Judaica (JCA).
Em 1908, quando a organização sionista enviou Arthur Ruppin e criou a Companhia de Desenvolvimento de Terras da Palestina (PLDC), Hankin se juntou a eles. Em 1909 ou 1910, Hankin concluiu sua primeira grande compra no Vale de Jizreel. Ele comprou cerca de 10.000 dunams (10 km²) de terra em Al-Fuleh, onde seria fundado o moshav de Merhavia. Hankin pagou uma compensação em dinheiro para os arrendatários e não houve a necessidade de uma remoção forçada, mas Ruppin achava que a remoção dos arrendatários deveria ser responsabilidade dos vendedores da terra, antecipando que isso poderia ser fonte de conflitos entre os antigos e os novos colonos.

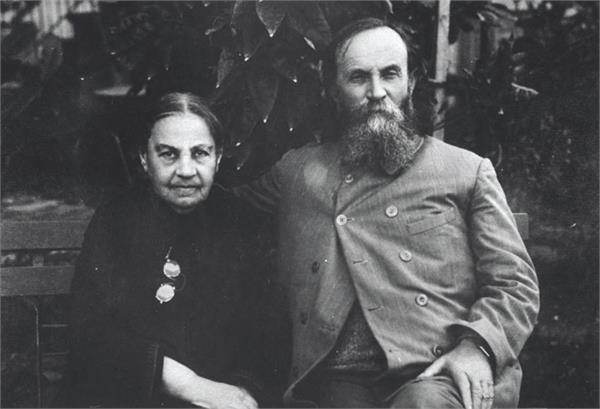
Yehoshua e Olga Hankin 1920

Em seu artigo, Comprando o Emek, Arthur Ruppin descreveu as vicissitudes dessa compra:
Para executar este plano, o escritório de Jafa comunicou-se com os Srs. Kalvariski e Joshua Hankin. Este último, então um jovem de vinte e cinco anos, já havia demonstrado sua habilidade em tais negociações na aquisição de terras para as colônias de Rehobot e Hedera. Com um trabalho enérgico, ele conseguiu, em 1891, chegar a um acordo com grandes proprietários no Emek Jezreel e na Planície de Acre para a compra de 160.000 dunams [160 km²] a 15 francos por dunam [15.000 francos/km²]. Antes da consumação do acordo, no entanto, o governo turco, alarmado com o crescente fluxo de judeus russos, proibiu totalmente a imigração judaica. Foi um golpe desastroso para as negociações. As sociedades russas formadas com o propósito de comprar terras foram dissolvidas, não enviaram o dinheiro que haviam prometido, e todo o magnífico projeto fracassou... Somente em 1910, Hankin — que, nesse meio tempo, havia comprado terras na Baixa Galileia para a JCA — retomou suas negociações por terras no Emek.
Devido à relutância das organizações sionistas em pagar pelas terras, Hankin frequentemente concordava em comprar terras e só então convencia a Agência Judaica ou outros a financiar o negócio já fechado. Como Ruppin observa:
Autorizado por um judeu russo, Elias Blumenfeld, a providenciar a compra de 1.000 dunams [1 km²] onde ele, Blumenfeld, pretendia estabelecer uma fazenda com seus próprios meios, Hankin concluiu um acordo para um trecho de 9.500 dunams [9,5 km²] em Fule, mais tarde Merchavia [Al-Ful em árabe]. Ele esperava que a JCA, empresa para a qual ele trabalhava na época, comprasse o restante da terra. No entanto, quando a JCA se recusou a fazê-lo, ele perguntou a mim, então diretor do Bureau Palestino da Organização Sionista, se os sionistas estariam dispostos a comprar esta terra. Mesmo antes disso, ocorreu-me, sempre que, indo de Haifa para Nazaré, eu via a vasta extensão do Emek Yizrael, que, devido à sua proximidade com Haifa, suas excelentes conexões ferroviárias e rodoviárias, e a facilidade com que seu solo poderia ser cultivado, esta terra seria especialmente adequada para a colonização judaica.
Mas não foi uma tarefa simples conseguir o dinheiro para essa compra. Somente o fato de Franz Oppenheimer estar naquele momento procurando terras para a sociedade cooperativa de colonização que ele havia organizado recentemente e o aparecimento simultâneo de alguns compradores privados tornaram possível levar esse projeto adiante. Foram 3.500 dunams [3,5 km²] comprados pelo Fundo Nacional para as colônias cooperativas e o restante pela Companhia de Desenvolvimento de Terras da Palestina.

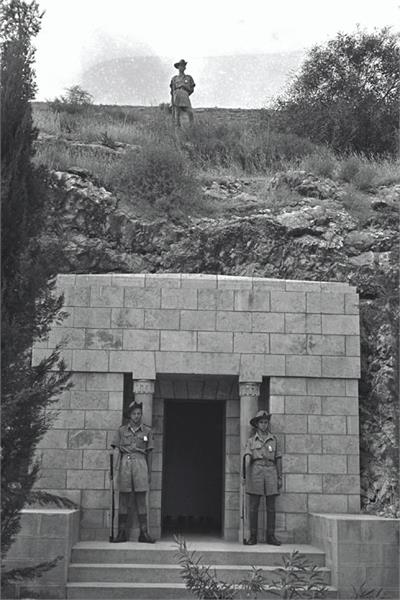
Túmulo de Yehoshua Hankin (1946)

Durante a Primeira Guerra Mundial, Hankin foi exilado pelos turcos na Anatólia em 1915, mas retornou à Palestina em 1918, e entre 1919/1920 ele testemunhou e registrou ataques de beduínos aos colonos judeus.. Em 1920, ele retomou seu trabalho de onde havia parado e concluiu um acordo com a família Sursock de Beirute para a compra de 60.000 dunams (60 km²) de terra no Vale de Jizreel. Ele negociou esta terra quando, na verdade, não tinha um centavo para financiar a compra. O presidente do Fundo Nacional Judaico, Nehemiah De Lieme, recusou-se a pagar pela terra, argumentando que estava além do orçamento do Fundo, mas ele foi convencido pela organização sionista e, principalmente, por Chaim Weizmann. Esta área tornou-se o lar de vários novos kibutzim e outros assentamentos, incluindo Nahalal, Ginegar, Kfar Yehezkel, Geva, Ein Harod, Tel Yosef e Beit Alfa.
Várias aldeias no Vale de Jizreel eram habitadas por arrendatários de terras que foram deslocados após a venda. O JNF exigiu que a população existente fosse realojada e, como resultado, os arrendatários árabes palestinos foram despejados. Embora não lhes fosse legalmente devida qualquer indenização pela nova lei vigente do Mandato Britânico, os inquilinos despejados (1.746 famílias de agricultores árabes, que compreendem 8.730 pessoas no maior grupo de compras), foram compensados com 17 dólares por pessoa (aproximadamente 300 dólares em dólares de 2024).
Posteriormente, Hankin se envolveu em compras em larga escala de terras em Acre e arredores. Em 1927, Hankin propôs um ambicioso plano de compra de terras de 20 anos para a Agência Judaica, mas o plano nunca foi totalmente executado. Em 1932, tornou-se chefe da Companhia de Desenvolvimento de Terras da Palestina.
Hankin entendeu a necessidade de planejar a colonização árabe e judaica, e aparentemente pretendia fazê-lo. Em uma carta datada de 14 de julho de 1930, ele escreveu:
...Se tivéssemos desejado desconsiderar os interesses dos trabalhadores da terra que dependem, direta ou indiretamente, das terras dos proprietários, poderíamos ter adquirido áreas grandes e ilimitadas, mas no decorrer da nossa conversa eu mostrei a você que essa não tem sido nossa política e que, ao adquirir terras, é nosso ardente desejo não prejudicar ou causar danos aos interesses de ninguém. (Citado por Sir John Hope Simpson em seu relatório de 1930).